# جايسون غودن
جايسون غودن هو سياسي كندي، ولد في 21 يناير 1993.